# Eragrostis mairei
Eragrostis mairei är en gräsart som beskrevs av Eduard Hackel. Eragrostis mairei ingår i släktet kärleksgrässläktet, och familjen gräs. Inga underarter finns listade i Catalogue of Life.